# قائمة شركات الأدوية
هذه قائمة أكبر 12 شركة أدويه مرتبة حسب الدخل اعتبارًا من مارس 2010

| الترتيب | الشركة              | الدولة           | الدخل الإجمالي ($ بالملايين) | الدخل الإجمالي (بالملايين) | التغيير 09/08 (%) | الربح الإجمالي/ (الخساره) (بالملايين) | التغيير 09/08 (%) | منصرفات البحث العلمي (بالملايين) | التغيير 09/08 (%) | Fortune 500 Ranking |
| ------- | ------------------- | ---------------- | ---------------------------- | -------------------------- | ----------------- | ------------------------------------- | ----------------- | -------------------------------- | ----------------- | ------------------- |
| 1       | جونسون آند جونسون   | الولايات المتحدة | 61,90                        | $61,897                    | -2.9              | 12,266                                | -5.3              | 6,986                            | -7.8              | 103                 |
| 2       | فايزر               | الولايات المتحدة | 50,01                        | $50,009                    | 3.5               | 8,635                                 | 6.6               | 7,845                            | -1.3              | 152                 |
| 3       | روش                 | سويسرا           | 47,35                        | 49,051 فرنك سويسري         | 7.5               | 8,510 فرنك سويسري                     | -21.5             | 9,874 فرنك سويسري                | 11.6              | 171                 |
| 4       | جلاكسو سميث كلاين   | المملكة المتحدة  | 45,83                        | £28,368                    | 16.5              | £5,669                                | 20.3              | £4,106                           | 11.5              | 168                 |
| 5       | نوفارتس             | سويسرا           | 44,27                        | $44,267                    | 6.8               | $8,454                                | 3.6               | $7,469                           | 3.5               | 183                 |
| 6       | سانوفي أفينتس       | فرنسا            | 41,99                        | €29,306                    | 6.3               | €8,471                                | 17.9              | €4,583                           | 0.2               | 181                 |
| 7       | أسترا زينيكا        | المملكة المتحدة  | 32,81                        | $32,804                    | 3.8               | $7,544                                | 23.1              | $4,409                           | -14.9             | 268                 |
| 8       | أبوت                | الولايات المتحدة | 30,76                        | $30,765                    | 4.2               | 5,746                                 | 21.4              | 2,744                            | 2.1               | 294                 |
| 9       | ميرك آند كو         | الولايات المتحدة | 27,43                        | $27,428                    | 15.0              | $13,024                               | 64.2              | $5,800                           | 20.8              | 378                 |
| 10      | باير                | ألمانيا          | 22,30                        | €15,988                    | 3.8               | €1,696                                | 38.8              | €1,845                           | 5.9               | 154                 |
| 11      | إيلي ليلي وشركاءه   | الولايات المتحدة | 21,84                        | $21,836                    | 7.2               | $4,328                                | N/A               | N/A                              | N/A               | 455                 |
| 12      | بريستول مايرز سكويب | الولايات المتحدة | 18,81                        | $18,808                    | 6.2               | $4,420                                | 19.9              | 3,647                            | 3.8               | 435                 |

هذه قائمة أكبر 12 شركة أدويه مرتبة حسب الدخل اعتبارًا من يوليو 2009.

| الترتيب | الشركة              | الدولة           | الربح الإجمالي ($ millions) | الدخل الإجمالي/ (الخسارة) ($ millions) | الموظفين |
| ------- | ------------------- | ---------------- | --------------------------- | -------------------------------------- | -------- |
| 1       | جونسون آند جونسون   | الولايات المتحدة | 63,747.0                    | 12,949.0                               | 118,700  |
| 2       | فايزر               | الولايات المتحدة | 48,296.0                    | 8,104.0                                | 81,800   |
| 3       | جلاكسو سميث كلاين   | المملكة المتحدة  | 44,654.0                    | 8,438.6                                | 99,003   |
| 4       | روش                 | سويسرا           | 44,267.5                    | 8,288.1                                | 80,080   |
| 5       | سانوفي أفينتس       | فرنسا            | 42,179.0                    | 5,636.7                                | 98,213   |
| 6       | نوفارتس             | سويسرا           | 41,459.0                    | 8,195.0                                | 96,717   |
| 7       | أسترا زينيكا        | المملكة المتحدة  | 31,601.0                    | 6,101.0                                | 65,000   |
| 8       | أبوت                | الولايات المتحدة | 29,527.6                    | 4,880.7                                | 68,838   |
| 9       | ميرك                | الولايات المتحدة | 23,850.3                    | 7,808.4                                | 55,200   |
| 10      | وايث                | الولايات المتحدة | 22,833.9                    | 4,417.8                                | 47,426   |
| 11      | بريستول مايرز سكويب | الولايات المتحدة | 21,366.0                    | 5,247.0                                | 35,000   |
| 12      | إيلي ليلي وشركاءه   | الولايات المتحدة | 20,378.0                    | (2,071.9)                              | 40,500   |